# Oedogonium
Oedogonium es un género de microalgas verdes de agua dulce.

## Descripción
Talo filamentoso uniseriado no ramificado de células vegetativas de forma cilíndrica y alargada, en ocasiones ligeramente más ancha en el extremo distal. En el extremo basal del filamento posee una célula especializada de fijación, hialina, generalmente multilobulada en la parte inferior. Las células son uninucleadas, y el núcleo generalmente céntrico, aunque se puede encontrar de manera excéntrica. Cada célula posee un cloroplasto parietal reticulado con un pirenoide en cada eje, y de una a múltiples vacuolas. Cada pirenoide posee una matriz penetrada por múltiples canales citoplásmicos. Sus células se caracterizan por presentar uno o más engrosamientos en forma de anillo en los extremos distales, a causa de un crecimiento intercalar en el que la pared celular se invagina y rompe. Posee paredes celulares gruesas, dispuestas en tres capas: la capa externa hecha de quitina; la capa media compuesta de pectina; y la capa externa hecha de celulosa. 

## Ciclo de vida

### Crecimiento
El crecimiento de Oedogonium es intercalar.Si el filamento macho es de igual tamaño que el hembra, se conoce como macrándrico; por otra parte, si el filamento presenta machos enanos, se conoce como nanándrico. Dichos machos enanos son filamentos de máximo seis células, que derivan de una androspora multiflagelada.

### Crecimiento intercalar por anillos
Este crecimiento es característico del orden Oedogoniales, y se desarrolla en varias fases:
1. El núcleo se desplaza hacia la región apical de la célula.
2. Se desarrolla un engrosamiento anular inicial cerca del tabique superior. Anteriormente se creía que este anillo se desarrollaba como un pliegue de la capa más interna de la pared celular. Sin embargo, recientes estudios de microscopía electrónica han demostrado que se trata de una estructura de 3 capas.
3. El anillo inicial gradualmente aumenta su grosor, y se estría debido a la acumulación de material vesicular del citoplasma. El núcleo se divide mitóticamente de manera lateral.
4. La división nuclear es seguida por la formación del ficoplasto, es decir, el conjunto de microtúbulos paralelos al plano de división.
5. El crecimiento gradual del anillo inicial termina por romper la pared celular de la célula madre y forma una estructura cilíndrica que se convierte en la cutícula de la célula hija superior.
6. Los microtúbulos se transforman en vesículas que se unen para formar un proto-tabique intercelular, el cual migra hacia la base de la célula hija. Entre la cutícula recién formada y la plasmalema original de la célula superior se desarrolla una nueva pared lateral. El proto-tabique intercelular madura y se forma el tabique intercelular, completando la división celular.
7. Una porción de la pared celular que se ha roto permanece fija, formando un anillo terminal adyacente al tabique intercelular de las células formadas.

### Reproducción asexual
La reproducción asexual es principalmente mediante zoosporas producidas de manera aislada en zoosporangios desarrollados a partir de células vegetativas. Cada zoospora tiene una región hialina en la cual se desarrollan numerosos flagelos. Al salir la zoospora del zoosporangio, se encuentra envuelta en una vesícula frágil, y al liberarse de ella, es móvil. Al adherirse al sustrato, pierde sus flagelos y se divide mitóticamente para dar lugar a un nuevo talo.
La zoosporogénesis inicia con la aparición de una masa electrónicamente densa en una invaginación de la envoltura nuclear, la cual se cree que es el precursor de los centriolos. 
También lo hacen mediante fragmentación de filamentos y la germinación de aplanosporas y acinetos. 

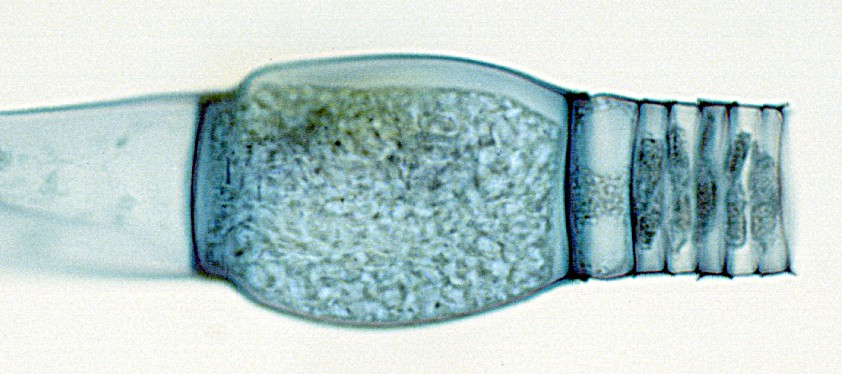
Oogonio (izquierda) y anteridios (derecha) en filamento de Oedogonium sp.

### Reproducción sexual
Se reproduce por oogamia.
Los anterozoides se liberan del anteridio y son atraídos mediante quimiotaxia por la hormona circeína producida por el oogonio.

## Hábitat y ecología
Es de hábito bentónico, siendo epífita sobre plantas acuáticas o epilítica, aunque se le puede encontrar de manera libre nadante.Habita ambientes dulceacuícolas, prefiriendo cuerpos de agua lénticos, como estanques, encharcamientos, ciénagas, lagos y reservorios. 
Suelen alcanzar su mayor tamaño en arroyos y ríos de corriente rápida, pues en estos ambientes existe un gradiente acentuado a través de la capa límite laminar del agua, lo que permite un rápido intercambio de gases y nutrientes.
Durante el verano, cuando las aguas son más cálidas, suele asociarse con otras algas filamentosas como Cladophora, Spirogyra y Rizoclonium para formar esteras que cubren grandeas áreas de cuerpos de agua. Estos géneros utilizan sus células de fijación para sujetarse entre ellas, formando en muchas ocasiones florecimientos algales. Algunas esteras adquieren una textura y color similar al algodón, debido a la acumulación de biomasa muerta o moribunda.
Debido a la firmeza de sus paredes celulares, múltiples microalgas xantofitas como Chlorokoryne, Chloropedia o Chytridiochlorishloris pueden vivir epífitamente sobre ella. También pueden ser parasitadas por especies de dinoflagelados no flagelados como Stylodinium o Cystodinium inedris, que poseen fases ameboides en su ciclo de vida las cuales se alimentan de los filamentos de Oedogonium. De igual manera, suelen ser parasitados por quitridiomicetos como Rhizophydium, Chytridium o Plasmophagus, perdiendo sus pigmentos en el proceso.
Se ha reportado la presencia de compuestos orgánicos volátiles como ácido sulfhídrico, DMS, DMDS en cultivos senescentes, los cuales provocan olores fétidos. Esto puede indicar que el género contribuye en la concentración de estos compuestos en cuerpos de agua, y a su vez, como bioindicador de la seguridad y pureza de los recursos hídricos.